# Czarna lista (powieść)
Czarna lista (ang. The Kill List) – powieść sensacyjna 2013, autorstwa Fredericka Forsytha.

## Treść
Wielka Brytania i USA 2014 – seria na pozór przypadkowych zabójstw. Łączy je tylko jedno – mordercy. Fanatyczni islamscy bojownicy, którzy zostali zainspirowani kazaniami w internecie nakłaniającymi do mordowania w imieniu Boga reprezentantów świata kultury zachodniej. Ich autor, zwany Kaznodzieją – radykalny islamista, trafia na tajną listę groźnych terrorystów, których postanowiono zabić. Sprawa zostaje przekazana do jednostki specjalnej, gdzie najlepszym agentem jest niejaki Tropiciel, którego wspomaga w poszukiwaniach młody haker.